# 400-talet (decennium)

## Händelser
- 400 - Byggandet av Stora Zimbabwe i Afrika inleds (omkring detta år).
- 400 - Licchavidynastin enar Nepal.
- 401 - Mahabharata slutförs.
- 405 - Hieronymus ger ut Vulgata, den latinska översättningen av Bibeln.
- 405 - Kejsar Honorius stänger Colosseum.
- 405 - Stilicho beordrar att de sibylliniska böckerna skall brännas.
- 405 - Från detta år härrör det första omnämnandet av khitaner i kinesiska krönikor.
- 405 - Det japanska hovet antar officiellt det kinesiska skriftspråket (omkring detta år).
- 406 - Målat glas används för första gången i kyrkor i Rom.
- 406 - Den kinesiske upptäcktsresanden Faxian ankommer till Indien (omkring detta år).

## Födda
- 406 - Attila, hövding över hunnerna (omkring detta år).

## Avlidna
- 19 december 401 – Anastasius I, påve.
- 406 – Godigisel, kung av Vandalriket.